# Licuala longispadix
Licuala longispadix är en enhjärtbladig växtart som beskrevs av Banka och Anders Sánchez Barfod. Licuala longispadix ingår i släktet Licuala och familjen Arecaceae.
Artens utbredningsområde är Papua Nya Guinea. Inga underarter finns listade i Catalogue of Life.